# 鶴田義行
鶴田 義行（つるた よしゆき、1903年（明治36年）10月1日 - 1986年（昭和61年）7月24日）は、日本の水泳選手。1928年アムステルダムオリンピック並びに1932年ロサンゼルスオリンピックの男子200m平泳ぎの金メダリスト（競泳競技における日本人初の金メダリスト）。日本人初のオリンピック連覇者。男子200メートル平泳ぎの元世界記録保持者。鹿児島県鹿児島郡伊敷村大字上伊敷字飯山（現在の鹿児島市伊敷八丁目の一部）出身。

## 来歴
| 1903年   | 鹿児島県鹿児島郡伊敷村に、鶴田八太郎の二男として誕生 |
| 1920年頃 | 鉄道省鹿児島機関区に就職。 |
| 1924年頃 | 海軍佐世保海兵団に入隊。本格的に泳ぎを始める。 |
| 1925年   | 第2回明治神宮競技大会（芝公園プール）に出場。200メートル平泳ぎで優勝（3分12秒8）。第2回日本選手権水泳競技大会に出場。200メートル平泳ぎで優勝。 |
| 1928年   | アムステルダムオリンピックに出場（報知新聞社所属）。200メートル平泳ぎで予選（2分50秒0）、準決勝（2分49秒2）と調子を上げ、8月8日に行われた決勝は2分48秒8で当時世界記録保持者だったドイツのエーリッヒ・ラーデマッハーを抑え優勝。6日前の8月2日に陸上男子三段跳で金メダルを獲得した織田幹雄に続く日本人2人目、競泳種目では日本人初の金メダリストとなった。なお、織田の受賞した金メダルは銅製であったのに対し、鶴田の金メダルは規定に沿った銀製のメダルだった。 |
| 1929年頃 | 明治大学専門部法科に入学。 |
| 1929年   | 200メートル平泳ぎで2分45秒0の世界記録を樹立（京都）。 |
| 1932年   | 明治大学専門部を卒業。南満州鉄道に就職。ロサンゼルスオリンピックに出場（南満州鉄道所属）。200メートル平泳ぎでは小池禮三（沼津商）が有力で、予選は同タイム（2分46秒2）。準決勝は小池（2分44秒9）に敗れるが、決勝では2分45秒4を出し優勝。小池は2分46秒4で銀メダル。鶴田は日本人初のオリンピック連覇者となった。オリンピック競泳平泳ぎでの連覇は、男女を通じて鶴田と北島康介の二人だけである。                                                                 |
| 1934年   | 名古屋市役所の体育主事となる。 |
| 1943年   | 海軍に応召。 |
| 1948年   | 愛媛新聞社に入社。その後事業部長・営業次長、東京支社長、監査役を歴任。同時期に愛媛県水泳連盟副会長・理事長、その後愛媛県体育協会理事、松山水泳協会会長、日本水泳連盟顧問、日本体育協会会賓などを兼務 |
| 1949年   | 愛媛新聞社主催による第1回愛媛水泳学校を始める（～1988年）。泳げない子供を無くす活動を通じて、水泳の底辺拡大に努めた。 |
| 1959年   | 愛媛県教育文化賞受賞。 |
| 1962年   | 紫綬褒章受章。 |
| 1968年   | 国際水泳殿堂入り。 |
| 1974年   | 勲四等旭日小綬章受章。 |
| 1977年   | 愛媛県功労賞受賞。 |
| 1980年   | オリンピックオーダー（功労者）賞受賞。 |
| 1986年   | 7月24日、愛媛県松山市の病院において脳梗塞により逝去。享年82。同日従五位を追賜された。 |

## 主な実績
- 1925年日本選手権　200m平泳ぎ優勝
- 1926年日本選手権　200m平泳ぎ優勝
- 1927年日本選手権　100m平泳ぎ優勝　200m平泳ぎ優勝
- 1928年日本選手権　100m平泳ぎ優勝　200m平泳ぎ優勝
- 1928年アムステルダムオリンピック　200m平泳ぎ優勝
- 1929年日本選手権　100m平泳ぎ優勝　200m平泳ぎ優勝
- 1930年日本選手権　100m平泳ぎ優勝　200m平泳ぎ優勝
- 1931年日本選手権　100m平泳ぎ優勝
- 1932年ロサンゼルスオリンピック　200m平泳ぎ優勝

## 世界記録
IOC（国際オリンピック委員会）が公認する記録
- 競泳男子200メートル平泳ぎ 2分45秒0 1929年7月27日 京都 （アメリカのスペンスが1931年4月2日に2分44秒6を出すまで614日間保持）

## エピソード

鶴田義行像（鹿児島市）

- 第2回明治神宮競技大会で優勝した際の肩書は、佐世保鎮守府の一等水兵であった[7]。
- アムステルダムオリンピックでは早朝選手村を抜け出し、管理人を懐柔して本番前のプールで試泳を行っていた。
- ロサンゼルスオリンピック参加のための長期休暇は満鉄に認められず欠勤扱いとなり、昇給・ボーナスもカットされてしまった。
- ロサンゼルスオリンピックへの出場は、どちらかといえば小池禮三のサポートという目的でなされたものだったが、結果的に連覇という栄誉につながった。
- 鹿児島市伊敷八丁目国道3号沿いにある鶴田義行生家前に、鶴田の銅像と記念碑が建てられている。
- オリンピックで獲得した金メダルと表彰状は、晩年を過ごした愛媛県の愛媛人物博物館に常設展示されている。メダルは40年続けた水泳教室の参加者らに触らせ続けたため、メッキがはげて銀の下地が見えている[8]。

## 関連作品
- いだてん〜東京オリムピック噺〜（大河ドラマ / NHK総合、2019年） - 演：大東駿介[9][10]

## 参考書籍
- 『近代オリンピック100年の歩み』 ベースボール・マガジン社、1994年。
- 『愛媛県史 人物』 愛媛県史編纂委員会、1989年。
- 『愛媛県人名大事典』愛媛新聞社情報センター、1987年。
- 『明治神宮競技大会報告書 第1回』内務省衛生局、1925年。
- 『明治神宮競技大会報告書 第2回』内務省衛生局、1926年。